# Station Goszcza
Station Goszcza is een spoorwegstation in de Poolse plaats Goszcza.